# Mortoniella caudicula
Mortoniella caudicula is een schietmot uit de familie Glossosomatidae. De soort komt voor in het Neotropisch gebied.